# Йедрем, Ханс Мартин
Ханс Мартин Йедрем (норв. Hans Martin Gjedrem; 6 июня 1980, Валлдал, коммуна Нурдал, Норвегия) — норвежский биатлонист и лыжник. Призёр Чемпионатов Европы по биатлону. 

## Карьера
Биатлоном начал заниматься с 13 лет. В 2005 году дебютировал на этапе Кубка мира по биатлону. Несколько лет входил в состав сборной Норвегии.
3 марта 2007 года единственный раз в карьере попал на подиум в личной гонке. На этапе Кубка мира в финском Лахти он занял 3-е место в спринте. Участник 5 чемпионатов Европы.
Завершил карьеру в сезоне 2011/2012.

## Кубок мира по биатлону
- 2005/06 — 89-е место (2 очка)
- 2006/07 — 40-е место (65 очков)
- 2007/08 — 53-е место (57 очков)
- 2008/09 — 64-е место (80 очков)
- 2009/10 — 71-е место (51 очко)